# Rezal
Der Rezal (lateinisch resale, resallum; altfranzösisch rasal, rezeau; vom lateinischen rasus, ‚glattgestrichen‘), Rézal, auch Rezil, war ein französisches Getreidemaß.
Es war der Sack, Sac mit anderer Bezeichnung. Das Maß war im Elsass, Lothringen und angrenzenden Regionen verbreitet. Das Gewicht war von Ort und Ware abhängig, entsprach aber etwa 6 Scheffel. In Straßburg benannte man das Viertel oder Malter mit Rezal.

## Beispiele
- Breisach 1 Rezal = 164 Pfund (Weizen) = 158 Pfund (Roggen)
- Kollmar 1 Rezal = 160 Pfund (Weizen) = 154 Pfund (Roggen)
- Schlettstadt 1 Rezal = 168 pfund (Weizen) = 164 Pfund (Roggen)
- Strassburg 1 Rezal = 160 Pfund (Weizen) = 160 Pfund (Roggen) = 104 Pfund (Hafer)
- Hagenau 1 Rezal = 165 Pfund (Weizen) = 155 Pfund (Roggen) = 112 Pfund (Hafer)
- Nancy 1 Rezal = 174 Pfund (Weizen) = 172 Pfund (Roggen)
- Pfalzburg und Lichtenberg 1 Rezal = 184 Pfund (Weizen) =182 Pfund (Roggen)

(Quelle unter)